# 전곡중학교
전곡중학교(全谷中學校)는 대한민국 경기도 연천군 전곡읍 전곡리에 있는 공립 중학교이다.

## 학교 연혁
- 1969년 11월 17일 : 전곡중학교 설립인가
- 1970년 3월 1일 : 초대 김동렬 교장 부임
- 1977년 3월 1일 : 중학교 및 고등학교 분리
- 1978년 11월 13일 : 전곡중학교 21학급인가
- 1985년 3월 1일 : 특수 학급 신설 (1학급)
- 1992년 11월 5일 : 경기도 교육청 지정 「학급회」 연구학교 운영 발표
- 2000년 8월 : 급식소, 식당 및 특별실 신축공사
- 2002년 10월 18일 : 다목적 운동장 조성 (우레탄 공사 및 마사복토)
- 2002년 12월 18일 : 정보화 도서관 구축
- 2003년 8월 : 우레탄 트랙 및 다목적구장 설치
- 2004년 10월 29일 : 한여울관 개관, 교훈탑 건립
- 2005년 11월 2일 : 실내테니스장(세계관) 건립
- 2013년 5월 8일 : 인조 잔디구장 및 하드테니스 코드 준공식
- 2021년 1월 13일 : 제49회 졸업식(7학급 190명)
- 2021년 3월 2일 : 제53회 입학식 (7학급 194명)
- 2021년 9월 1일 : 제20대 곽정구 교장 취임

## 참고 자료
- 전곡중학교 - 한국교육학술정보원 학교알리미